# Rogério Ferreira
Rogério de Souza Ferreira (Belém, 13 de setembro de 1973) é ex-voleibolista indoor brasileiró que atuou como atleta  de voleibol de praia que conquistou a medalha de ouro na edição do Campeonato Mundial de Vôlei de Praia de 1998 nos Estados Unidos e o bronze na edição de 1999 na França, além de disputar a edição de 2001 na Áustria e em 2003 no Brasil.Também foi medalhista de ouro na edição do Goodwill Games de 1998 nos Estados Unidos, obteve o quarto lugar nos Circuitos Mundiais de 1996 e 1997.Disputou a edição de 2001 na Austrália, campeão da temporada de 1998 do Circuito Mundial de Vôlei de Praia  e medalhista de bronze nos Jogos da Lusofonia de 2009 em Portugal e na edição dos Jogos Mundiais Militares de 2011 no Brasil.Depois anunciar a aposentadoria, disputou no voleibol indoor na categoria máster, sendo medalhista de ouro na edição da Olimpíada Master de 2013 na Itália, na categoria 40+.Atualmente é supervisor dos projetos das Seleções de Praia do Brasil.

## Carreira
Pará deixou sua cidade natal em busca do sonho de seguir a carreira profissional no voleibol e residindo no Rio de Janeiro passou a ser atleta do voleibol indoor do Flamengo até os 18 anos.
Aos 19 anos inicia no vôlei de praia e seu primeiro parceiro foi Guilherme Marques e com ele conquistou o quinto lugar no Aberto do Rio de Janeiro e terceiro lugar no Aberto de Fortaleza, etapas válidas pelo Circuito Mundial de Vôlei de Praia de 1994-95 .
Com essa mesma parceria disputaram as etapas do Circuito Mundial na temporada 1995-96, atingiram a trigésima terceira posição nos Abertos de Marbella, Clearwater (Flórida), Espinho e La Baule, a décima terceira colocação no Aberto de Enoshima e Rio de Janeiro, o terceiro lugar no Aberto de Fortaleza e os vice-campeonatos nos Abertos de Busan e Ostende, encerrando ao final de todo Circuito Mundial na trigésima nona posição.
Ao lado de Guilherme disputou a temporada de 1996 do Circuito Mundial,  e obtiveram a trigésima terceira posição na  Série Mundial (World Serie) de Alanya, décimo terceiro lugar na Série Mundial de Hermosa, sétimo colocados na Série Mundial  de Lignano, quinto lugar na Séries Mundiais de João Pessoa , Marseille e Tenerife, também no Grand Slam de Espinho; além do quarto lugar na Série Mundial de Jacarta, os vice-campeonatos no Grand Slam de Pornichet e nas Séries Mundiais de Berlim, Carolina (Porto Rico) e Fortaleza, finalizando com o título da Série Mundial de Durban, foram eleitos a melhor parceria do mundo em 1996 e finalizaram em quarto lugar no ranking final do Circuito Mundial.
Na temporada de 1997 juntamente com Guilherme disputaram três etapas do Circuito da AVP (Associação de Vôlei Profissional Americana) ou AVP Pro Beach Tour,  obtendo o nono lugar na etapa de Chicago, o quinto lugar na de San Antonio e quarto lugar na etapa de Corpus Christi (Texas).Pará com a mesma formação de dupla disputou as etapas do Circuito Mundial, encerrando na décima sétima colocação no Grand Slam do Rio de Janeiro, na nona posição no Aberto de Klagenfurt, sétimo lugar no Aberto de Lignano e no Grand Slam de Espinho, destacam-se ainda o quinto lugar nos Abertos de Ostende e Tenerife, os vice-campeonatos nos Abertos de Berlim  e Alanya, e encerram na primeira colocação no Aberto de Marseille e sagraram-se medalhista de ouro da primeira edição do Campeonato Mundial de Vôlei de Praia realizado em Los Angeles, Estados Unidos, novamente finalizaram o Circuito Mundial em quarto lugar.
A temporada de 1998 ao lado de Guilherme foi de grande êxito pelo Circuito Mundial, alcançaram a décima sétima colocação nos Abertos de Toronto e Tenerife, o décimo terceiro lugar nos Abertos de Klagenfurt e Ostende, o sétimo lugar no Aberto do Rio de Janeiro, obtendo pódio quando obtiveram o quarto lugar no Aberto de Mar del Plata,  o bronze nos Abertos de Espinho e Alanya, o vice-campeonato no Aberto de Berlim, os títulos nos Abertos de Lignano, Moscou e Vitória, além da medalha de ouro na edição do Goodwill Games em  Hempstead , culminaram para que ele e seu parceiro conquistassem o título do Circuito Mundial da temporada.
Em 1999  dupla era treinada pelo técnico Antônio Leão.Neste mesmo ano disputaram o Desafio 4x4 (Desafio Internacional de vôlei Four com outras estrelas do cenário brasileiro e com participação de seu parceiro Guilherme.Com este atleta conquistaram o título da Copa Samsung de Vôlei de Praia de 1999 na Praia de Ipanema.
Juntos disputaram a jornada de 1999 do Circuito Mundial, finalizando na décima sétima posição no Aberto de Vitória, décimo terceiro lugar no Aberto de Berlim, sétima posição no Aberto de Toronto, quinto colocados nos Abertos de Moscou e Ostende,  bronze no Campeonato Mundial de 1999 em Marseille, mesmo posto obtido no Aberto de Mar del Plata e Klagenfurt , além dos vice-campeonatos nos Abertos de Acapulco, Stavanger , Lignano, Espinho e Tenerife, após treze etapas finalizaram no geral em quinto lugar.
No Circuito Mundial de 2000 jogou ao lado de Guilherme, alcançou o vigésimo quinto lugar nos Abertos do Guarujá  e Toronto , décimo sétimo lugar nos Abertos de Mar del Plata, Rosarito e no Grand Slam de Chicago, nono lugar no Aberto de Tenerife e sétimo no Aberto de Macau; no mesmo circuito formou dupla com Roberto Lopes, finalizaram na vigésima quinta posição no Aberto de Marseille, décimo terceiro lugar no Aberto de Espinho, além dos sétimos lugares obtidos nos Abertos de Stavanger e Lignano; e na última etapa jogou ao lado de Paulo Emílio Silva quando encerraram na nona posição no Aberto de Vitória, finalizando o circuito na trigésima sétima posição geral.
Trocou de parceria algumas vezes na temporada de 2001, iniciou com Zé Marco as etapas do Circuito Mundial, como décimo sétimo lugar no Grand Slam de Marseille, décima terceira colocação nos Abertos de Espinho e Tenerife, nona colocação no Campeonato Mundial de Vôlei de Praia de 2001 realizado em Klagenfurt na Áustria, além do sétimo lugar nos Abertos de Ostende e Gstaad, quinto colocados no Aberto de Berlim e o bronze no Aberto de Stavanger; disputou  ao lado de Emanuel Rego a edição do Goodwill Games de 2001 em Brisbane, Austrália,  quando finalizaram na sexta posição; já a penúltima etapa disputou com Harley Marques, ou seja, o Aberto de Mallorca, ocasião da nona colocação e finalizou na última etapa  no Aberto de Vitória na décima sétima colocação ao lado de Zé Marco, no ranking geral finalizou na décima quinta colocação.
Em 2002 formou dupla com Harley Marques nas etapas do Circuito Mundial, alcançaram a quinquagésima sétima posição nos Abertos de Gstaad e Montreal, quinto lugar no Grand Slam de Marseille e no Aberto de Fortaleza, além da quarta colocação nos Abertos de Mallorca e Stavanger e o título do Aberto de Berlim, e no ranking final terminou na décima nona posição.No Circuito Mundial de 2003, jogou algumas etapas com Tande, obtendo como melhor resultado a nona posição nos Abertos de Gstaad e Rodes (cidade), sem obter classificação no Grand Slam de Verlim, finalizou sua participação nesta temporada com o décimo sétimo lugar no Campeonato Mundial realizado no Rio de Janeiro ao lado de Anselmo Sigoli .
Nas etapas do Circuito Mundial de 2004 formou dupla com Pedro Cunha, não obtiveram classificação nos Abertos de Stavanger e nos Grand Slam de Berlim e Marseille, ficaram na vigésima quinta posição no Aberto de Salvador, no décimo sétimo lugar nos Abertos de Budva, Mallorca, Rio de Janeiro e no Grand Slam de Klagenfurt, nonos colocados nos Abertos de Espinho e Stare Jablonki, bronze no Aberto de Lianyungang e o título  do Aberto de Carolina (Porto Rico).
Em 2005 passou a formar dupla com seu irmão Jan Ferreira  nas etapas do Circuito Mundial,  não se classificaram nos Grand Slam de Stavanger terminaram na quadragésima primeira posição nos Grand Slams de Klagenfurt e Paris, e também no Aberto de Espinho, trigésima terceira colocação no Aberto de Salvador, décimo sétimo lugar no Aberto de Xangai, e sagraram-se campeões no Challenge de Roseto degli Abruzzi, pela FIVB e Challenger & Satélite.
Ele competiu em edições do evento Volleyhouse, Circuito de Vôlei de Praia disputado por atletas amadores de alto nível técnico, sediado no Rio de Janeiro,  na temporada 2005-06 ao lado de  Rico venceu as etapas 18 e 19 ; na jornada 2007-08 jogou com Marcão a etapa 36 e ficaram em quinto lugar, retornou apenas em 2011-12 ao lado de seu irmão Jan Ferreira e conquistaram o vice-campeonato na etapa 55 e so voltou a competir no torneio na jornada 2015-16 com seu ex-parceiro Guilherme Marques e conquistaram o título da etapa 63.
Com Jan disputou três etapas do Circuito Mundial de 2006, não alcançando classificação no Aberto de Vitória, obtendo apenas a trigésima terceira colocação no Grand Slam de Klagenfurt e vigésimo quinto lugar no Grand Slam de Paris; mesmo número de etapas disputadas com ele no Circuito Mundial de 2007, não alcançando classificação no Aberto de Fortaleza e  no Grand Slam de Klagenfurt , além do quinto lugar no Challenger de Brno.
Não disputou as etapas do Circuito Mundial de 2008, retornando a competir na edição de 2009 ao lado de Bernardo Romano, não obtendo classificação nos Grand Slams de Klagenfurt  e Marseille e conquistaram o bronze no Satélite de Lausana, pela CEV.Ao lado de Bernardo Romano disputou a edição dos Jogos da Lusofonia de 2009, realizados em Lisboa, ocasião que conquistaram a medalha de bronze
No ano de 2010 passou a competir com Beto Pitta, disputaram duas etapas  Circuito da AVP (AVP Pro Beach Tour), sendo trigésimo terceiros colocados na etapa de Hermosa Beach e décimo terceiro lugar na etapa de Belmar e com esta parceria  competiu nas competições militares, com a patente de terceiro sargento, conquistaram o Torneio de Warendorf Militar nos anos de 2010 e 2011 , disputaram o II Desafio Banco do Brasil, em Blumena e foi confirmada sua participação nos Jogos Mundiais Militares de 2011 no Rio de Janeiro, conquistando a medalha de bronze, e antes anunciou que a conquista da medalha o faria aposentar, fato que se consumou.
Pará também empresário, sócio de uma rede de pizzaria no Rio de Janeiro após 11 anos que deixou a dupla com Guilherme Marques, voltou  jogar ao lado dele nas quadras, representando o Flamengo no Campeonato Brasileiro Vôlei Master, na categoria .Pai de Gabriel, continuou na categoria máster, sagrou-se- campeão, voleibol indoor,  na categoria 40+ na Olimpíada Master de Turim, na Itália.
Em 2014, entre os ex-atletas de vôlei de praia nacional, foi convidado pela Confederação Brasileira de Vôlei de Praia para assumir cargo diretivo, com a função de supervisionar o projeto de Seleções de Praia.

## Títulos e resultados
- Olimpíada Master (Categria 40+):2011[33]
- Circuito Mundial:1996[5], 1997[5]
- Etapa do Challenger de Roseto degli Abruzzi:2005[4]
- Etapa do Aberto de Carolina (Porto Rico):2004[4]
- Etapa do Aberto de Berlim:2002[4]
- Etapa do Aberto de Vitória:1998[4]
- Etapa do Aberto de Moscou:1998[4]
- Etapa do Aberto de Lignano:1998[4]
- Etapa do Aberto de Marseille:1997[4]
- Etapa do Aberto de Tenerife:1999[4]
- Etapa do Aberto de Espinho:1999[4]
- Etapa do Aberto de Lignano:1999[4]
- Etapa do Aberto de Stavanger:1999[4]
- Etapa do Aberto de Acapulco:1999[4]
- Etapa do Aberto de Alanya:1997[4]
- Etapa do Aberto de Berlim:1997[4],1998[4]
- Etapa do Grand Slam de Pornichet:1996[4]
- Etapa da Série Mundial de Fortaleza:1996[4]
- Etapa da Série Mundial de Carolina (Porto Rico):1996[4]
- Etapa do Aberto de Ostende:1995-96[4]
- Etapa do Aberto de Busan:1995-96[4]
- Etapa Satélite de  Lausana:2009[4]
- Etapa do Aberto de Lianyungang:2004[4]
- Etapa do Aberto de Stavanger:2001[4]
- Etapa do Aberto de Klagenfurt:1999[4]
- Etapa do Aberto de Mar del Plata:1999[4]
- Etapa do Aberto de Alanya:1998[4]
- Etapa do Aberto de Espinho:1998[4]
- Etapa do Aberto de Fortaleza:1994-95[4],1995-96[4]
- Etapa do Aberto de Mallorca:2002[4]
- Etapa do Aberto de Stavanger:2002[4]
- Etapa do Aberto de Mar del Plata:1998[4]
- Etapa da Série Mundial de Jacarta:1996[4]
- Etapa de Corpus Christi (Texas) do Circuito da AVP de Vôlei de Praia:1997[5]
- Torneio Militar de Warendorf de Vôlei de Praia:2010[3] e 20112010[3]
- Copa Samsung de Vôlei de Praia:1999[17]
- Etapa 63 do Torneio Volleyhouse de Vôlei de Praia:2015-16[23]
- Etapa 19 do Torneio Volleyhouse de Vôlei de Praia:2005-06[23]
- Etapa 18 do Torneio Volleyhouse de Vôlei de Praia:2005-06[23]
- Etapa 55 do Torneio Volleyhouse de Vôlei de Praia:2011-12[23]

## Premiações individuais
- Melhor Parceria do Circuito Mundial de Voleibol de Praia de 1996[6]